# Puntarrón
Puntarrón es una pedanía del municipio español de Lorca, en la Región de Murcia. Es la pedanía menos poblada del municipio, contando con solo 2 habitantes en 2016, pero una de las pocas poblaciones españolas en las que aún no ha llegado ningún infectado de Covid-19. Limita con los municipios de Totana y Mazarrón, las pedanías de Aguaderas, Hinójar, Morata y Carrasquilla.